# Hodomys alleni
Espèce
Statut de conservation UICN

 LC  : Préoccupation mineure
Hodomys alleni est une espèce de rongeurs et de la famille des Cricétidés endémique du Mexique. Elle est l'unique espèce du genre Hodomys.